# Scott Hamilton
Scott Scovell Hamilton (ur. 28 sierpnia 1958 w Toledo) – amerykański łyżwiarz figurowy startujący w konkurencji solistów, mistrz olimpijski, czterokrotny mistrz świata.
Dwukrotnie wystąpił na zimowych igrzyskach olimpijskich. W debiucie olimpijskim, w 1980 roku na igrzyskach w Lake Placid, zajął piąte miejsce w konkurencji solistów. W Lake Placid pełnił rolę chorążego reprezentacji Stanów Zjednoczonych podczas ceremonii otwarcia. Cztery lata później w Sarajewie zdobył złoty medal olimpijski w zawodach solistów.
W latach 1981–1984 zdobył cztery złote medale mistrzostw świata oraz cztery złote medale mistrzostw Stanów Zjednoczonych w jeździe indywidualnej.
W 1990 roku został wpisany do Światowej Galerii Sławy Łyżwiarstwa Figurowego.

## Osiągnięcia
| Zawody                           | 77–78          | 78–79          | 79–80          | 80–81          | 81–82          | 82–83          | 83–84          |                |                |                |                |                |                |                |                |                |                |
| Międzynarodowe                   | Międzynarodowe | Międzynarodowe | Międzynarodowe | Międzynarodowe | Międzynarodowe | Międzynarodowe | Międzynarodowe | Międzynarodowe | Międzynarodowe | Międzynarodowe | Międzynarodowe | Międzynarodowe | Międzynarodowe | Międzynarodowe | Międzynarodowe | Międzynarodowe | Międzynarodowe |
| -------------------------------- | -------------- | -------------- | -------------- | -------------- | -------------- | -------------- | -------------- | -------------- | -------------- | -------------- | -------------- | -------------- | -------------- | -------------- | -------------- | -------------- | -------------- |
| Igrzyska olimpijskie             |                |                | 5              |                |                |                | 1              |                |                |                |                |                |                |                |                |                |                |
| Mistrzostwa świata               | 11             |                | 5              | 1              | 1              | 1              | 1              |                |                |                |                |                |                |                |                |                |                |
| Krajowe                          |                |                |                |                |                |                |                |                |                |                |                |                |                |                |                |                |                |
| Mistrzostwa Stanów Zjednoczonych | 3              |                | 3              | 1              | 1              | 1              | 1              |                |                |                |                |                |                |                |                |                |                |

## Nagrody i odznaczenia
- Amerykańska Galeria Sławy Łyżwiarstwa Figurowego – 1990[6]